# Rockhampton

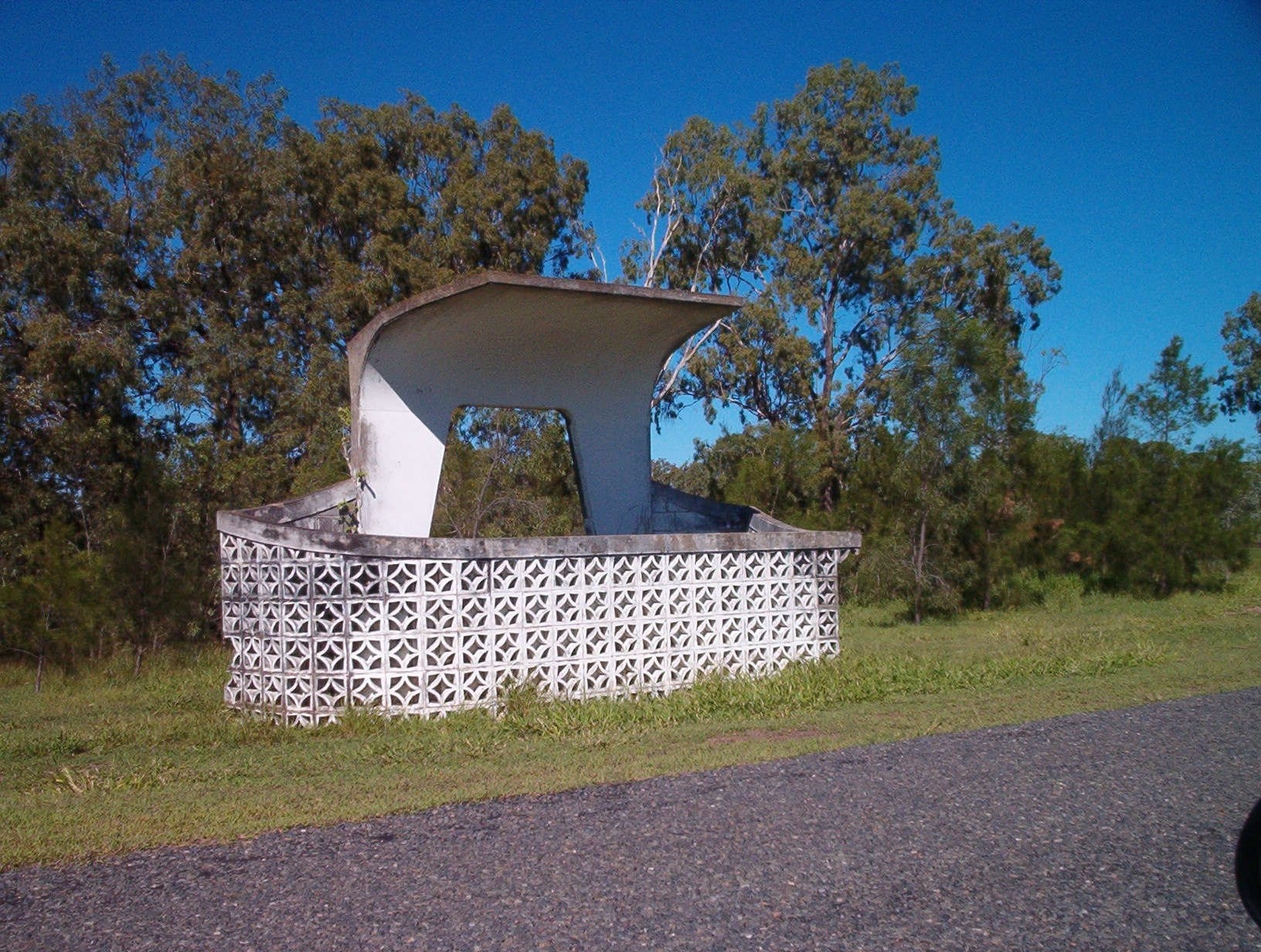
Przydrożny symbol przechodzącego przez miasto zwrotnika Koziorożca

Rockhampton – miasto w Australii, w stanie Queensland, port nad rzeką Fitzroy, około 60 km od jej ujścia do zatoki Keppel (Morze Koralowe). Ludność – ok. 75 tys.
Przez miasto przechodzi zwrotnik Koziorożca, co uwiecznione jest stosownym monumentem.
Miastem partnerskim Rockhampton jest japońska miejscowość Ibusuki.
W mieście znajdują się ubojnie i zakłady przetwórstwa mięsnego, co dało asumpt do nazwania go „Miastem Byków”. W mieście rozwinął się przemysł spożywczy, chemiczny, materiałów budowlanych oraz drzewny.
Urodził się tutaj jeden z najbardziej utytułowanych tenisistów w historii Rod Laver.